# Церква Святої Трійці (Дзвинячка)
Церква Святої Трійці в Дзвинячці — парафія і храм греко-католицької громади Мельнице-Подільського деканату Бучацької єпархії Української греко-католицької церкви в селі Дзвинячка Чортківського району Тернопільської области.
Оголошена пам'яткою архітектури місцевого значення (охоронний номер 398).

## Історія церкви
З 1700 року, коли Львівський єпископ Йосиф Шумлянський перевів свою парафію в її лоно, релігійна громада належить до УГКЦ. У парафіяльній церкві зберігається ікона святого Зигмунда, митрополита Варшавського, який прожив останні 12 років свого життя (1883–1895) у цьому селі.
Храм був збудований у 1884 році на місці старої дерев'яної церкви. Біля нього знаходиться дзвіниця, зведена у 1780 році.
До 1946 року парафія і храм були греко-католицькими. З 1946 по 1989 рік вони належали до РПЦ, хоча парафіяни завжди вважали себе греко-католиками. Офіційно громада повернулася в лоно УГКЦ у грудні 1989 року.
На церковній території є хрест на честь скасування панщини (1848), капличка та фігура Матері Божої, перенесена з костелу після його закриття у 1945 році. У селі також є старовинна фігура святого Антонія, капличка з цілющим джерелом святого Зигмунда, де він молився щодня, та відреставрований гробівець графів Козебродських, де були його останки. 17 травня 2014 року біля гробівця освятили пам’ятник святому Зигмунду, привезений з Бразилії.
На парафії діють братство «Живої Вервиці» і Марійська дружина.

## Парохи
- о. Антін Грибович (1847—1901),
- о. Іван Целевич (1901—1917),
- о. Василь Залуцький,
- о. Муциковський,
- о. Богдан Дрогомирецький (1922—1959),
- о. Микола Сус (з 1989).